# Gyöngyösi toronyház
A gyöngyösi toronyház Heves vármegye legmagasabb épülete, egyben Magyarország negyedik legmagasabb lakóháza. Méretéből adódóan Gyöngyös látképének meghatározó eleme.

## Története
Az 1960-as évek végén, 1970-es évek elején Heim Ernő javaslatára kezdtek el főleg Budapesten toronyházakat építeni a városképileg hangsúlyos helyekre, „megjelölve” ezeket a pontokat. Ezen koncepció mentén született meg a gyöngyösi toronyház mellett még számos más későbbi épület is, mint például a Semmelweis Egyetem Elméleti Tömbje a budapesti Nagyvárad téren, vagy épp a debreceni toronyház.
A gyöngyösi toronyház volt ennek az elképzelésnek az egyik első gyakorlati megvalósulása. Tervezője Dénesi Iván volt. Az 1968-ban átadott miskolci „húszemeletes” építése során szerzett tapasztalatokat felhasználva 1971-re, csúszózsalus technológiával elkészült épület a város egyik legforgalmasabb útja, a 3-as főút gyöngyösi szakasza (Pesti út) mentén, a 80-as lakótelepen (az egykori Gyöngyöspüspöki község területén) áll . Azon belül is úgy helyezték el az út egyik kanyarulatának külső ívén, hogy a Pesti úton Hatvan (avagy Budapest) felől a városközpont felé haladva végig szinte „toronyiránt” tart a közlekedés. A húsz emeletes (19+1) ház 70 méter magas. Más magasház, vagy egyéb zavaró elem híján az épületből minden irányba páratlan kilátás nyílik a városra, illetve a környékre.
Az itt szerzett tapasztalatokat is felhasználva, ennek az épületnek szinte teljes egészében másolata lett az 1975-ben átadott, de pár emelettel magasabb szolnoki toronyház.
Az épületben máig is aktív lakóközösség működik. Átadásának 45. évfordulójára az általuk rendezett eseményről még a városi televízió is tudósított 2016-ban.